# Луис Либи
И. Луис „Скутър“ Либи (на английски: I. Lewis "Scooter" Libby, роден на 22 август 1950 г.) е най-известен като бивш съветник на вицепрезидента на САЩ Дик Чейни, по-късно лишен от адвокатски права и осъден за углавно престъпление.
От 2001 до 2005 Либи държи титлите асистент на вицепрезидента за въпроси от националнта сигурност, началник на кабинета на вицепрезидента на САЩ и асистент на президента по време на администрацията на Джордж У. Буш.
През октомври 2005 Либи е обвинен от федерално голямо жури във връзка с разследване на изтичането на тайна идентичност на служителката на ЦРУ Валери Плейм Уилсън. Отношението на Плейм към ЦРУ е класифицирана информация. Срещу Либи са повдигнати пет обвинения свързани с аферата Плейм: Две обвинения в лъжесвидетелство, две обвинения в правене на лъжливи изявления пред федерални следователи и едно обвинение във възпрепятстване на правосъдието. Либи подава оставка и от трите правителствени поста след обявяване на обвинението.
В последвалото дело, United States v. Libby, журито осъжда Либи по четири от петте обвинения (едно обвинение във възпрепятстване на правосъдието, две обвинения в лъжесвидетелстване и едно в правене на лъжливо изявление) В деня след осъждането си той подава оставка от по-късното си назначение като старши съветник в Хъдсъновия институт (1 януари 2006 – 7 март 2007)
Либи е най-висшестоящия служител на Белия дом, осъден в правителствен скандал след Джон Поиндекстър, съветник по националната сигурност на президента Роналд Рейгън в аферата Иран-Контра.
На 5 юни 2007, председателстващия съдия, Реги Уолтън, осъжда Либи на 30 месеца във федерален затвор, глоба от $250 000 и две години надзиравано освобождаване, включително 400 часа общественополезна служба, and then ordered Libby to begin his sentence immediately. На 2 юли 2007 г., когато обжалването на Либи не успява Буш отменя 30-месечната присъда на Либи, оставяйки другите две части от присъдата.
В резултат на осъждането си в United States v. Libby, лицензът на Либи да практикува право е прекратен от Върховния съд на Пенсилвания през декември 2007. На 3 вприл 2007 е прекратен и лицензът му за практикуване на право във Вашингтон, Окръг Колумбия. На 20 март 2008 г. след като изоставя обжалването си са му отнети адвокатаските права от Апелативния съд на Окръг Колумбия във Вашингтон поне до 2012.